# Alessia Orro
Alessia Orro est une joueuse italienne de volley-ball née le 18 juillet 1998 à Narbolia, en Sardaigne. Elle a remporté avec l'équipe d'Italie la médaille d'or du tournoi féminin aux Jeux olympiques d'été de 2024, organisés à Paris.